# Бычков, Або Николаевич
Або Николаевич Бычков — советский государственный и политический деятель, председатель Челябинского областного исполнительного комитета.

## Биография
Родился в 1916 году в Казани. Член ВКП(б) с 1944 года.
С 1938 года — на общественной и политической работе. В 1938—1996 гг. — техник, инженер-исследователь Отдела главного технолога, мастер, старший мастер, старший инженер, руководитель группы главного технолога Челябинского тракторного завода, заместитель заведующего Промышленно-транспортным отделом Челябинского городского комитета ВКП(б), помощник 2-го секретаря, заведующий Отделом Челябинского областного комитета КПСС, 1-й секретарь Тракторозаводского районного комитета КПСС, заместитель, 1-й заместитель председателя Исполнительного комитета Челябинского областного Совета, председатель Исполнительного комитета Челябинского промышленного областного Совета, заместитель генерального директора Челябинского производственного объединения рыбной промышленности, инженер производственного объединения «Полёт» гор. Челябинск.
Избирался депутатом Верховного Совета РСФСР 6-го, 7-го, 8-го созывов.